# Azerbajdžanščina
Azerbajdžánščina, azerščina ali azerbajdžanska turščina je jezik iz turške skupine jezikov. Število govorcev azerbajdžanščine je negotovo, ker so razpršeni po številnih državah, bilo pa naj bi med 28 in 35 milijoni,  V Azerbajdžanu je statistični urad ugotovil, da ažerbajdžansko govori 9.235.001 državljan. Precej več pa je azerbajdžanskih govorcev v Iranu, po različnih ocenah od 14,5 do 18 milijonov (po podatkih CIA ).
Azerbajdžanščina je eden izmed jezikov oguške skupine turških jezikov, ki so dovolj sorodni, da se govorci lahko sporazumevajo. V tej skupini so tudi turščina, gagavščina in turkmenščina, kar vzpostavlja obširno sporazumevalno območje od jugovzhodne Evrope do Srednje Azije.
Azerbajdžanska narodna in jezikovna identiteta se je vzpostavila v zadnjih sto letih. Pred tem so pripadnike poimenovali z različnimi približnimi oznakami: Turki, Tatari, kavkaški Muslimani.
V Azerbajdžanu za pisanje v državnem jeziku sedaj uporabljajo latinico; od leta 1938 do 1991 (in delno še sedaj) so pisali v cirilici, pred tem od leta 1929 do 1938 v latinici z drugačnim naborom znakov. Zgodovinsko so azerbajdžansko pisali izključno v perzijsko-arabski pisavi, kar je še sedaj v navadi v Iranu.  
Tabela za prečrkovanje (abecedni vrstni red se pri posamezni varianti pisave razlikuje):
| Aa | Аа | آ ا |
| Bb | Бб | ب   |
| Cc | Ҹҹ | ج   |
| Çç | Чч | چ   |
| Dd | Дд | د   |
| Ee | Ее | ئ   |
| Əə | Әә | ا ه |
| Ff | Фф | ف   |

| Gg | Ҝҝ | گ   |
| Ğğ | Ғғ | غ   |
| Hh | Һһ | ه ح |
| Xx | Хх | خ   |
| Iı | Ыы | ی   |
| İi | Ии | ی   |
| Jj | Жж | ژ   |
| Kk | Кк | ک   |

| Qq | Гг | ق |
| Ll | Лл | ل |
| Mm | Мм | م |
| Nn | Нн | ن |
| Oo | Оо | و |
| Öö | Өө | ؤ |
| Pp | Пп | پ |
| Rr | Рр | ر |

| Ss | Сс | س ص ث   |
| Şş | Шш | ش       |
| Tt | Тт | ت ط     |
| Uu | Уу | و       |
| Üü | Үү | و       |
| Vv | Вв | و       |
| Yy | Јј | ی       |
| Zz | Зз | ز ذ ظ ض |

Tujke vedno pišejo fonetično, tudi v latinici: namesto "Bush" (angleški priimek) pišejo"Buş", namesto "Schröder" (nemški priimek) pišejo "Şröder".